# Хорхе Ломбі
Хорхе Ломбі (ісп. Jorge Lombi, 1 листопада 1971) — аргентинський хокеїст на траві.
Учасник Олімпійських Ігор 1996, 2000, 2004 років.
Переможець Панамериканських ігор 1995, 2003 років, срібний призер 1999, 2007 років.
Переможець Виклику чемпіонів 2007 року.
Переможець Виклику чемпіонів 2005 року.
Бронзовий призер Виклику чемпіонів 2001 року.